# Cyclosorus praetervisus
Cyclosorus praetervisus là một loài dương xỉ trong họ Thelypteridaceae. Loài này được Vareschi mô tả khoa học đầu tiên năm 1969.
Danh pháp khoa học của loài này chưa được làm sáng tỏ. 